# Liste der Bodendenkmäler in Bastheim
Auf dieser Seite sind die Bodendenkmäler in der unterfränkischen Gemeinde Bastheim zusammengestellt. Diese Tabelle ist eine Teilliste der Liste der Bodendenkmäler in Bayern. Grundlage ist die Bayerische Denkmalliste, die auf Basis des Bayerischen Denkmalschutzgesetzes vom 1. Oktober 1973 erstmals erstellt wurde und seither durch das Bayerische Landesamt für Denkmalpflege geführt wird. Die folgenden Angaben ersetzen nicht die rechtsverbindliche Auskunft der Denkmalschutzbehörde.

## Bodendenkmäler der Gemeinde Bastheim

### Bodendenkmäler in der Gemarkung Bastheim
| Lage                | Objekt | Akten-Nr.     | Bild |
| ------------------- | --- | ------------- | ---- |
| Bastheim (Standort) | Archäologische Befunde des Mittelalters und der frühen Neuzeit im Bereich der mittelalterlichen Burg Simonides sowie des in Nachfolge der Burg erbauten Hofgutes des Klosters Wechterswinkel. | D-6-5527-0001 |      |
| Bastheim (Standort) | Bestattungsplatz der Urnenfelderzeit. | D-6-5527-0002 |      |
| Bastheim (Standort) | Bestattungsplatz mit verebneten Grabhügeln vorgeschichtlicher Zeitstellung mit Bestattungen der Hallstattzeit.                                                                                | D-6-5527-0003 |      |
| Bastheim (Standort) | Bestattungsplatz mit verebneten Grabhügeln vorgeschichtlicher Zeitstellung mit Bestattungen der mittleren Bronzezeit und der Hallstattzeit.                                                   | D-6-5527-0099 |      |
| Bastheim (Standort) | Archäologische Befunde von mittelalterlichen und frühneuzeitlichen Vorgängerbauten der 1868 nordöstlich neu errichteten Katholischen Pfarrkirche St. Sebastian von Bastheim.                  | D-6-5527-0112 |      |
| Bastheim (Standort) | Archäologische Befunde im Bereich der neuzeitlichen ehemalige Synagoge von Bastheim. | D-6-5527-0113 |      |
| Bastheim (Standort) | Bestattungsplatz mit verebnetem Grabhügel vorgeschichtlicher Zeitstellung mit Bestattungen der Hallstattzeit.                                                                                 | D-6-5627-0018 |      |

### Bodendenkmäler in der Gemarkung Braidbach
| Lage                 | Objekt | Akten-Nr.     | Bild |
| -------------------- | --- | ------------- | ---- |
| Braidbach (Standort) | Archäologische Befunde im Bereich der frühneuzeitlichen Katholischen Pfarrkirche St. Ulrich von Braidbach mit mittelalterlichen Vorgängerbauten, ummauertem Kirchhof und Körpergräbern. | D-6-5627-0136 |      |

### Bodendenkmäler in der Gemarkung Reyersbach
| Lage                  | Objekt | Akten-Nr.     | Bild |
| --------------------- | --- | ------------- | ---- |
| Reyersbach (Standort) | Archäologische Befunde des Mittelalters und der frühen Neuzeit, darunter solche von Vorgängerbauten und Körperbestattungen, im Bereich der im 18. Jahrhundert weitgehend neu erbauten Katholischen Kirche St. Mauritius von Reyersbach. | D-6-5627-0138 |      |

### Bodendenkmäler in der Gemarkung Rödles
| Lage              | Objekt | Akten-Nr.     | Bild |
| ----------------- | --- | ------------- | ---- |
| Rödles (Standort) | Archäologische Befunde des Mittelalters und der frühen Neuzeit im Bereich der Katholischen Filialkirche St. Ulrich von Rödles mit Vorgängerbauten und Körpergräbern. | D-6-5626-0002 |      |

### Bodendenkmäler in der Gemarkung Unterwaldbehrungen
| Lage                          | Objekt | Akten-Nr.     | Bild |
| ----------------------------- | --- | ------------- | ---- |
| Unterwaldbehrungen (Standort) | Siedlung der jüngeren Latènezeit. | D-6-5527-0004 |      |
| Unterwaldbehrungen (Standort) | Wüstung des Mittelalters. | D-6-5527-0006 |      |
| Unterwaldbehrungen (Standort) | Bestattungsplatz mit Grabhügel vorgeschichtlicher Zeitstellung. | D-6-5527-0007 |      |
| Unterwaldbehrungen (Standort) | Wüstung Gerlachs des Mittelalters und der frühen Neuzeit mit Standort der abgegangenen Kirche.                                                                                    | D-6-5527-0008 |      |
| Unterwaldbehrungen (Standort) | Mittelalterlicher bis frühneuzeitlicher Erdstall. | D-6-5527-0009 |      |
| Unterwaldbehrungen (Standort) | Bestattungsplatz der Urnenfelderzeit. | D-6-5527-0010 |      |
| Unterwaldbehrungen (Standort) | Archäologische Befunde des Mittelalters und der frühen Neuzeit im Bereich der Katholischen Kirche St. Laurentius von Unterwaldbehrungen mit Körpergräbern im ummauerten Kirchhof. | D-6-5527-0116 |      |

### Bodendenkmäler in der Gemarkung Wechterswinkel
| Lage                      | Objekt | Akten-Nr.     | Bild |
| ------------------------- | --- | ------------- | ---- |
| Wechterswinkel (Standort) | Höhensiedlung des Neolithikums, der Hallstattzeit und der frühen Latènezeit sowie wohl frühmittelalterliche Befestigungsanlage Schwedenschanze auf dem Rehberg.                                                                                   | D-6-5627-0019 |      |
| Wechterswinkel (Standort) | Archäologische Befunde des Mittelalters und der frühen Neuzeit im Bereich des ehemaligen Zisterzienserinnenklosters mit ehemalige Klosterkirche St. Maria und Margareta, heute Katholischen Pfarrkirche St. Cosmas und Damian von Wechterswinkel. | D-6-5627-0020 |      |
| Wechterswinkel (Standort) | Archäologische Befunde, darunter untertägige Bauteile sowie Gräber, im Bereich der ehemalige frühneuzeitlichen Margarethenkapelle. | D-6-5627-0114 |      |